# Thomas Coteel (Ritter)
Sir Thomas Coteel (auch Cotteel, Cottel oder Cottael, † 1635) war ein flämischer Kaufmann, der in England zum Ritter aufstieg.
Thomas Coteel wurde als Sohn einer flämischen Kaufmannsfamilie in Antwerpen geboren. Er heiratete Susanne Stecher, eine Tochter von Georg Stecher aus Augsburg. Als Protestant flüchtete er während des niederländischen Aufstands 1576 mit seiner Frau aus Antwerpen. Spätestens um 1579 lebte die Familie in London. Dort besuchten sie Gottesdienste der italienischen protestantischen Gemeinde in der Mercers’ Hall der Worshipful Company of Mercers. Vor 1583 zog Coteel in den Stadtteil St Martin Orgar, wo er als Kaufmann tätig war und mit Öl, Zinn und Tuchen handelte. Dennoch behielt er Kontakte nach Brabant, wo Verwandte von ihm lebten und wo er vermutlich Grundbesitz besaß. Am 2. Juli 1609 wurde er von König Jakob I. in Greenwich zum Knight Bachelor geschlagen und sicherte sich spätestens 1618 das Stadtbürgerrecht in London. Er stieg zu einem einflussreichen Bürger der City of London auf. Zu seinen Bekannten gehörten der Höfling Sir Thomas Lake, Sir Robert Heath, Sir John Bramston und andere städtische Würdenträger.
Mit seiner Frau hatte Coteel mehrere Kinder, darunter:
- Thomas Coteel (nach 1579–1640), Abgeordneter im englischen Unterhaus;[1]
- Mary Coteel ⚭ Sir Richard Edgcumbe;
- Daniel Coteel († 1639).

Bereits in den 1620er Jahren übertrug er den Großteil seines Vermögens seinem ältesten Sohn Thomas. Er wurde in der Kirche von St Martin Orgar beigesetzt.